# Quirinópolis (kommun)
Quirinópolis är en kommun i Brasilien.   Den ligger i delstaten Goiás, i den sydöstra delen av landet, 400 km sydväst om huvudstaden Brasília. Antalet invånare är 43 243.
Följande samhällen finns i Quirinópolis:
- Quirinópolis

Omgivningarna runt Quirinópolis är en mosaik av jordbruksmark och naturlig växtlighet. Runt Quirinópolis är det glesbefolkat, med 10 invånare per kvadratkilometer.